# NASCAR Nextel Cup 2006

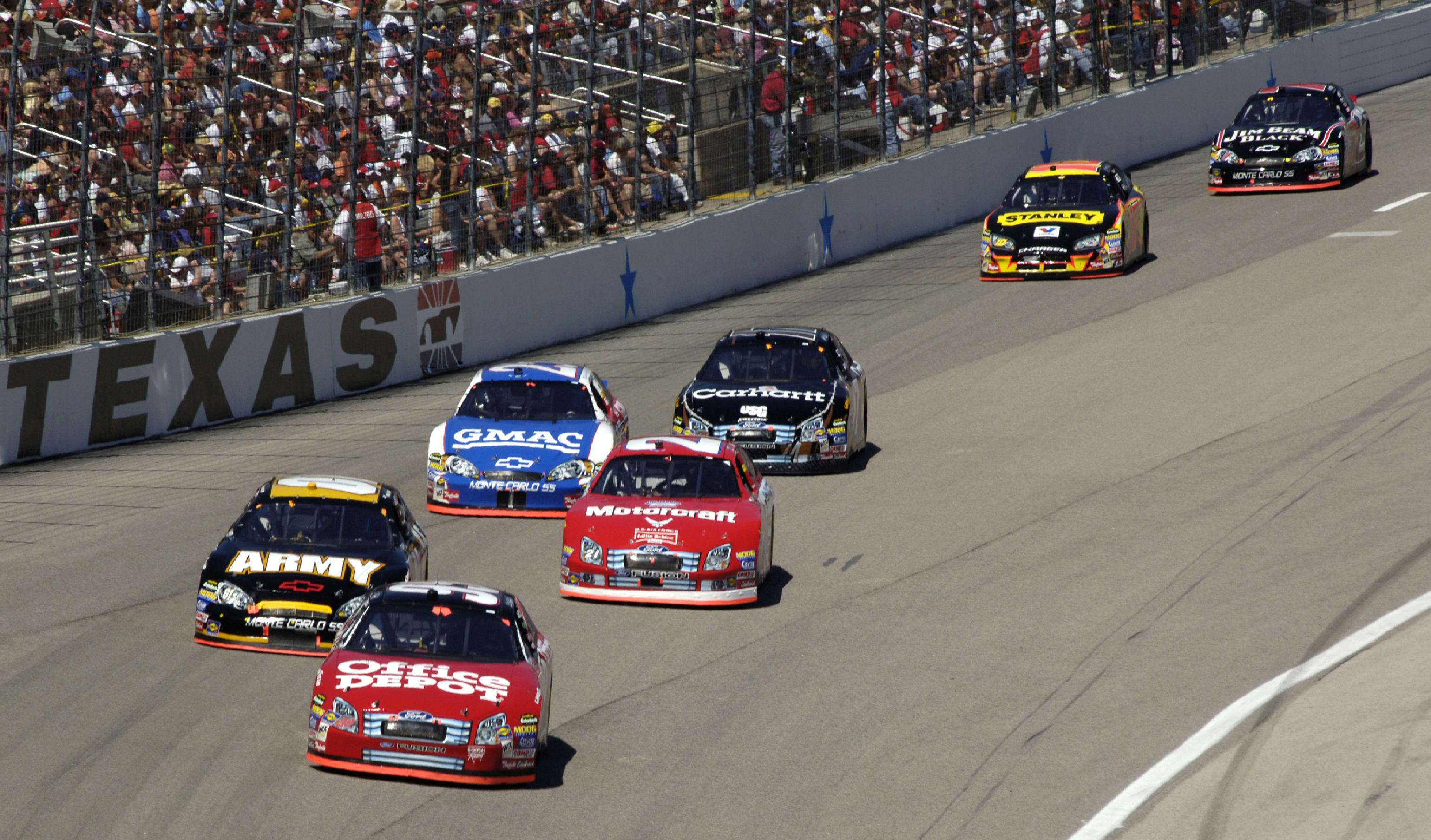
Nextel Cup race op de Texas Motor Speedway in 2006.

De NASCAR Nextel Cup 2006 was het 58e seizoen van het belangrijkste NASCAR kampioenschap dat in de Verenigde Staten gehouden wordt en het derde jaar dat het kampioenschap doorging onder de naam Nextel Cup. Het seizoen startte op 19 februari met de Daytona 500, voorafgegaan door de exhibitiewedstrijd Budweiser Shootout en de Daytona kwalificatieraces Gatorade Duels en eindigde op 19 november met de Ford 400. Het seizoen werd voor de derde keer beslecht met de Chase for the Championship eindronde die gewonnen werd door Hendrick Motorsports-coureur Jimmie Johnson. Hij won het kampioenschap voor de eerste keer in zijn carrière. Debutant Denny Hamlin won de trofee rookie of the year.

## Races
Top drie resultaten, exhibitie- en kwalificatiewedstrijden staan niet vermeld.
| '                        | Datum  | Race                        | Circuit                         | Winnaar            | Tweede             | Derde              |
| 1                        | 19-feb | Daytona 500                 | Daytona International Speedway  | Jimmie Johnson     | Casey Mears        | Ryan Newman        |
| 2                        | 26-feb | Auto Club 500               | California Speedway             | Matt Kenseth       | Jimmie Johnson     | Carl Edwards       |
| 3                        | 12-mrt | UAW-DaimlerChrysler 400     | Las Vegas Motor Speedway        | Jimmie Johnson     | Matt Kenseth       | Kyle Busch         |
| 4                        | 19-mrt | Golden Corral 500           | Atlanta Motor Speedway          | Kasey Kahne        | Mark Martin        | Dale Earnhardt jr. |
| 5                        | 26-mrt | Food City 500               | Bristol Motor Speedway          | Kurt Busch         | Kevin Harvick      | Matt Kenseth       |
| 6                        | 2-apr  | DirecTV 500                 | Martinsville Speedway           | Tony Stewart       | Jeff Gordon        | Jimmie Johnson     |
| 7                        | 9-apr  | Samsung/RadioShack 500      | Texas Motor Speedway            | Kasey Kahne        | Matt Kenseth       | Tony Stewart       |
| 8                        | 22-apr | Subway Fresh 500            | Phoenix International Raceway   | Kevin Harvick      | Tony Stewart       | Matt Kenseth       |
| 9                        | 30-apr | Aaron's 499                 | Talladega Superspeedway         | Jimmie Johnson     | Tony Stewart       | Brian Vickers      |
| 10                       | 6-mei  | Crown Royal 400             | Richmond International Raceway  | Dale Earnhardt jr. | Denny Hamlin       | Kevin Harvick      |
| 11                       | 13-mei | Dodge Charger 500           | Darlington Raceway              | Greg Biffle        | Jeff Gordon        | Matt Kenseth       |
| 12                       | 28-mei | Coca-Cola 600               | Charlotte Motor Speedway        | Kasey Kahne        | Jimmie Johnson     | Carl Edwards       |
| 13                       | 4-jun  | Neighborhood Excellence 400 | Dover International Speedway    | Matt Kenseth       | Jamie McMurray     | Kevin Harvick      |
| 14                       | 11-jun | Pocono 500                  | Pocono Raceway                  | Denny Hamlin       | Kurt Busch         | Tony Stewart       |
| 15                       | 18-jun | 3M Performance 400          | Michigan International Speedway | Kasey Kahne        | Carl Edwards       | Dale Earnhardt jr. |
| 16                       | 25-jun | Dodge/Save Mart 350         | Infineon Raceway                | Jeff Gordon        | Ryan Newman        | Terry Labonte      |
| 17                       | 1-jul  | Pepsi 400                   | Daytona International Speedway  | Tony Stewart       | Kyle Busch         | Kurt Busch         |
| 18                       | 9-jul  | USG Sheetrock 400           | Chicagoland Speedway            | Jeff Gordon        | Jeff Burton        | Kyle Busch         |
| 19                       | 16-jul | Lenox Industrial Tools 300  | New Hampshire Motor Speedway    | Kyle Busch         | Carl Edwards       | Greg Biffle        |
| 20                       | 23-jul | Pennsylvania 500            | Pocono Raceway                  | Denny Hamlin       | Kurt Busch         | Jeff Gordon        |
| 21                       | 6-aug  | Brickyard 400               | Indianapolis Motor Speedway     | Jimmie Johnson     | Matt Kenseth       | Kevin Harvick      |
| 22                       | 13-aug | AMD at the Glen             | Watkins Glen International      | Kevin Harvick      | Tony Stewart       | Jamie McMurray     |
| 23                       | 20-aug | GFS Marketplace 400         | Michigan International Speedway | Matt Kenseth       | Jeff Gordon        | Tony Stewart       |
| 24                       | 26-aug | Sharpie 500                 | Bristol Motor Speedway          | Matt Kenseth       | Kyle Busch         | Dale Earnhardt jr. |
| 25                       | 3-sep  | Sony HD 500                 | California Speedway             | Kasey Kahne        | Dale Earnhardt jr. | Clint Bowyer       |
| 26                       | 9-sep  | Chevy Rock and Roll 400     | Richmond International Raceway  | Kevin Harvick      | Kyle Busch         | Kasey Kahne        |
| Chase for the Nextel Cup |        |                             |                                 |                    |                    |                    |
| 27                       | 17-sep | Sylvania 300                | New Hampshire Motor Speedway    | Kevin Harvick      | Tony Stewart       | Jeff Gordon        |
| 28                       | 24-sep | Dover 400                   | Dover International Speedway    | Jeff Burton        | Carl Edwards       | Jeff Gordon        |
| 29                       | 1-okt  | Banquet 400                 | Kansas Speedway                 | Tony Stewart       | Casey Mears        | Mark Martin        |
| 30                       | 8-okt  | UAW Ford 500                | Talladega Superspeedway         | Brian Vickers      | Kasey Kahne        | Kurt Busch         |
| 31                       | 14-okt | Bank of America 500         | Charlotte Motor Speedway        | Kasey Kahne        | Jimmie Johnson     | Jeff Burton        |
| 32                       | 22-okt | Subway 500                  | Martinsville Speedway           | Jimmie Johnson     | Denny Hamlin       | Bobby Labonte      |
| 33                       | 29-okt | Bass Pro Shop MBNA 500      | Atlanta Motor Speedway          | Tony Stewart       | Jimmie Johnson     | Dale Earnhardt jr. |
| 34                       | 5-nov  | Dickies 500                 | Texas Motor Speedway            | Tony Stewart       | Jimmie Johnson     | Kevin Harvick      |
| 35                       | 12-nov | Checker Auto Parts 500      | Phoenix International Raceway   | Kevin Harvick      | Jimmie Johnson     | Denny Hamlin       |
| 36                       | 19-nov | Ford 400                    | Homestead-Miami Speedway        | Greg Biffle        | Martin Truex jr.   | Denny Hamlin       |

## Eindstand - Top 10
Eindstand na de Chase for the Championship, aantal overwinningen (W) en punten (Ptn).
|    | Coureur            | Team                     | Auto      | W | Ptn  |
| -- | ------------------ | ------------------------ | --------- | - | ---- |
| 1  | Jimmie Johnson     | Hendrick Motorsports     | Chevrolet | 5 | 6475 |
| 2  | Matt Kenseth       | Roush Racing             | Ford      | 4 | 6419 |
| 3  | Denny Hamlin       | Joe Gibbs Racing         | Chevrolet | 2 | 6407 |
| 4  | Kevin Harvick      | Richard Childress Racing | Chevrolet | 5 | 6397 |
| 5  | Dale Earnhardt jr. | Dale Earnhardt, Inc.     | Chevrolet | 1 | 6328 |
| 6  | Jeff Gordon        | Hendrick Motorsports     | Chevrolet | 2 | 6256 |
| 7  | Jeff Burton        | Richard Childress Racing | Chevrolet | 1 | 6228 |
| 8  | Kasey Kahne        | Evernham Motorsports     | Dodge     | 6 | 6183 |
| 9  | Mark Martin        | Roush Racing             | Ford      | 0 | 6168 |
| 10 | Kyle Busch         | Hendrick Motorsports     | Chevrolet | 1 | 6027 |